# SCAT-I
El SCAT-I (también denominado Categoría Especial I) es un sistema de aterrizaje por instrumentos para aeronaves, basado en los GPS diferencial. Está desarrollado bajo la dirección de Avinor, y la administración del aeropuerto de Noruega. Está instalado en varios aeropuertos de pista corta para operaciones nacionales en Noruega. El SCAT-I requiere la instalación de equipos especiales en la aeronave y permite aterrizajes de precisión con poca visibilidad, algo importante en pistas cortas donde el mal tiempo, incluidas las tormentas de nieve, es común. El sistema estuvo operativo por primera vez en 2007, primero instalado en Aeropuerto Internacional de Brønnøysund y  en otros aeropuertos. En 2013 está instalado en 21 aeropuertos regionales de Noruega. 